# Der Geldfeind

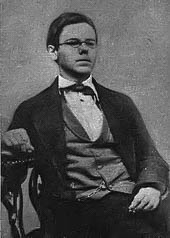
Peter Rosegger um 1865

Der Geldfeind ist eine Erzählung des österreichischen Schriftstellers Peter Rosegger aus dem Jahr 1875.

## Inhalt
Melchior Ehrlich, Melchi gerufen, ist der Enkel des zu Lebzeiten angesehenen Schmieds Ehrlich. Melchiors Vater allerdings war wegen Untreue ins Gefängnis gekommen. Melchiors Eltern hatten einen fremden todkranken Hausierer in ihrem Hause gepflegt. Nach dessen Tode hatte der Vater die Barschaft – neunzig Gulden – für sich behalten. Die Mutter hatte ohne Wissen des Vaters Korn, Speck und Fleisch verkauft, weil sie Bares in der eigenen Tasche über alles schätzte. Melchiors Vater war im Gefängnis gestorben. Bald waren Melchior und sein älterer Bruder Kilian verwaist. Der Bruder war beim Oberförster Tarnwald und Melchior als Bursche beim Müller untergekommen. Nachdem Kilian von den Gendarmen als Banknotenfälscher abgeführt worden war, hatte sich Melchior geschworen, „mein Lebtag nicht einen Heller will ich haben von dem vermaledeiten Geld, das die braven Leut’ umbringt!“ Beim Müller konnte Melchior nicht länger bleiben, weil er vor den Schranken des Gerichts keinen Meineid zur Entlastung des Müllers schwören wollte. Der Müller war des Raubes verdächtigt worden. Der Fischbehälter des Gutsverwalters war geplündert worden.
Melchior, inzwischen 18-jährig, findet bei dem Bauern von der hohen Weid, bekannt als Hochweidhofer, eine Anstellung als Knecht. In den nächsten sechs Jahren rückt der fleißige Melchior zum Oberknecht, also zur zuverlässigen rechten Hand des Hochweidhofers, auf, nimmt jedoch als Lohn nur Unterkunft und Kost.
Außer der oben angedeuteten Geschichte, die von kriminellen Verwicklungen ums Geld beziehungsweise ums Falschgeld lebt, steht hinter dem Text vor allen Dingen eine Liebesgeschichte. Die Heirat Melchiors mit der jungen Dienstmagd Antonia Schwammer, Toni gerufen, scheitert am fehlenden Geld. Toni wird vom bemittelten Schuster Mirtel Gegerle aus Sterzen, der eine Frau für seine drei Kinder sucht, weggeheiratet.
Dabei hatte der Hochweidhofer insgesamt fünfhundert Gulden Entlohnung für seinen getreuen Knecht zurückgelegt, doch Melchior hatte keinen Gulden angenommen. Als es mit dem Alten zu Ende geht, ruft er Melchior an sein Sterbebett. Der Knecht nimmt das Päckchen mit dem Geld nicht – auch, weil Geld ihm die Liebste gestohlen hat. Schließlich nimmt Melchior von dem Sterbenden das Päckchen an, nachdem dieser vorgeschlagen hatte, Melchior solle sich vorstellen, in dem Päckchen sei kein Geld, sondern nur ein Angedenken drin. Draußen wirft Melchior die Geldscheine ins Feuer.
Als der Hochweidhofer gestorben ist, übernimmt dessen leichtlebiger Sohn Fritz den Hof. Der neue Herr schätzt Melchior nicht, auch weil jene Geldverbrennung unter dem Gesinde die Runde gemacht hat. Melchior gilt als Halbnarr, verlässt den Hof, geht nach Sterzen und schaut bei Toni vorbei. Die junge Frau ist Witwe geworden. Mirtel Gegerle hat der kinderlosen Frau Sprösslinge aus erster und zweiter Ehe sowie einen Schuldenberg hinterlassen. Gläubiger räumen das Haus leer. Toni und der inzwischen 24-jährige Melchior finden sich erneut und heiraten. Als Melchior das Elend im ruinierten Haushalt seiner Frau mitbekommt, gibt er seine Abneigung gegen das Geld auf und lässt Toni den Erlös seiner neuerlichen Lohnarbeit verwalten.

## Nebengeschichten ums Geld
Manche Turbulenz im Plot entsteht, wenn Falschgeld genommen oder gewechselt wird.
Zwei Geschichten sind symbolisch gemeint und werden in Bruchstücken, über den ganzen Text hinweg verteilt, immer wieder weitererzählt.
Ziemlichen Raum nimmt die anrührende Geschichte der Froni ein. Das Sennermägdle, wie sie gerufen wird, wartet seit ewigen Zeiten vergeblich auf den Geliebten, der sie in jungen Jahren geschwängert und verlassen hat. Knapp gesprochen wird ausgesagt: Wer in der 2. Hälfte des 19. Jahrhunderts ziemlich mittellos dastand, konnte keine Familie gründen.
Der alte Junggeselle Remini Dreihand stirbt in seiner verwahrlosten Behausung eines gewaltsamen Todes. Keiner weiß, ob der Geizkragen einem Raubmord zum Opfer gefallen war oder Hand an sich gelegt hatte. Dreihand war kein Untergebener Hochweidhofers, sondern wohnte nur in der Nähe des Hofes und machte dort mit Gott und der Welt Geldgeschäfte. Dazu nur ein Beispiel: Für den Leser fällt der  Schuster Mirtel Gegerle gegen Textende wie ein Deus ex Machina aus Roseggers Erzählhimmel. Nur mit einer kurzen Bemerkung wird schließlich das erzählerische Dunkel erhellt. Remini Dreihand hatte offenbar seinem Freund Mirtel Gegerle die junge Toni zugeführt. Der Schuster wurde aber von seinem Freund  anderweitig überlistet. Seines Geldes beraubt, war Mirtel Gegerle als Alkoholiker gestorben. Remini Dreihand steht für das Schlechte im Menschen, wenn es um finanziellen Vorteil geht.

### Ausgaben
- Der Geldfeind. In: Das Buch der Novellen von Peter Rosegger. Band 1. L. Staackmann, Leipzig 1899, S. 142–215 (archive.org).
- Der Geldfeind. In: Peter Rosegger: Das Buch der Novellen. Zweiter Band, L. Staackmann. Leipzig 1915, S. 253–320.

### Sekundärliteratur
- Karl Wagner (Hrsg.), Max Kaiser (Hrsg.), Werner Michler (Hrsg.): Peter Rosegger – Gustav Heckenast. Briefwechsel 1869–1878 (Mitarbeiter: Oliver Bruck und Christiane Zintzen). Böhlau, Wien 2003, ISBN 3-205-99482-5.

## Anmerkung
1. ↑  Apropos Sterzen, in Roseggers Heimat Kärnten wird gelegentlich das ehemalige Armeleuteessen Sterz aufgetischt.